# Benet Vila
Benet Vila fou el primer organista de Santa Maria d'Igualada del qual sabem noticia. El Consell de la Vila el nomenà, el 1537, «tant per predicacions, com per regir les escoles y sonar orguens». Vila, segons es desprèn de les actes del Consell, exercia també «l'art de medecina, en la qual és molt entès y ab dit art fa moltes almoynes als fills de la universitat, visitant los malats y remediant-los en llurs necessitats gratis et bono amore […]».
Pel que fa al seu repertori no se n'ha conservat cap testimoni compositiu.